# Mephistopheles

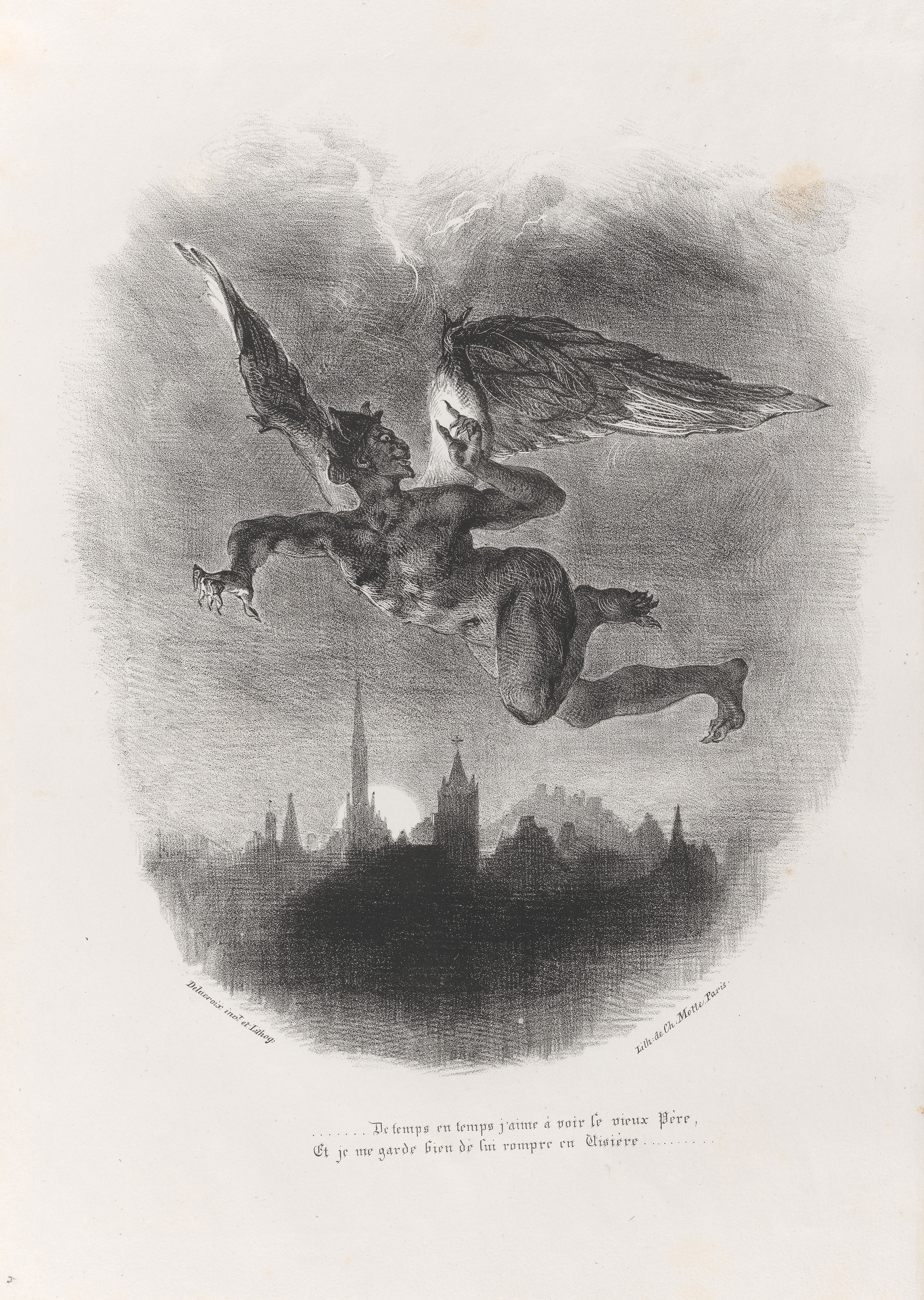
Mephistopheles über Wittenberg, in einer Lithographie zu Goethes »Faust« von Ferdinand Victor Eugène Delacroix, 1828

Mephistopheles (kurz Mephisto) ist der Name des oder eines Teufels im Fauststoff. Es handelt sich um einen dienstbaren Geist, der um Beistand angerufen oder als Paredros (spiritus familiaris) magisch herbeigezwungen wurde.

## Etymologie
Die etymologische Herkunft des Namens ist nicht genau geklärt. In der Historia von D. Johann Fausten und bei Christopher Marlowe findet sich die Form Mephostophilis, während es bei William Shakespeare in den Lustigen Weibern von Windsor Mephistophilus ist. In den alten Volksbüchern und Puppenspielen finden sich verschiedene Varianten wie Mephostophiles, Mephostophilus, aber auch die heute geläufigste und bei Johann Wolfgang Goethe verwendete Form Mephistopheles.
Daraus folgen unterschiedliche Herkunftsmöglichkeiten:
1. Aus dem Hebräischen wird eine Verbindung der zwei Begriffe mephir, auch mefir (Zerstörer, Verderber) und tophel hergeleitet.[1]
2. Die ältere Form Mephostophiles lässt sich (mit griechisch μή (mḗ) – „nicht“ und φῶς, φωτός (phō̃s, phōtós) – „Licht“) als „der das Licht nicht liebt“ deuten.
3. Mephistophiles könnte auf Latein mephitis („schädliche Ausdünstung der Erde“)[2] und altgriechisch φίλος (phílos – „Freund“, „geliebt“, „liebend“) zurückgehen („der den Gestank Liebende“).

Eventuell bezieht sich das Volksbuch Historia von D. Johann Fausten von 1587, in welchem die Sage erstmals in gedruckter Form erscheint, auch auf Mephitis, die italische Schutzgöttin der schwefelhaften Ausdünstungen. Zusätzlich erwägt Eugen Wolff das Vorliegen einer „Namensverdrehung“ in satirischer Absicht, die etwa aus „Melantho Phil.“ unter Umkehrung von griechisch λανθάνειν (lanthánein – „verborgen“) in φωτός (phōtós – „Licht“) abgeleitet sein könnte, damit also versteckt auf Philipp Melanchthon verweisen würde.

## Mephistopheles-Figuren in der Literatur

### Johann Faust

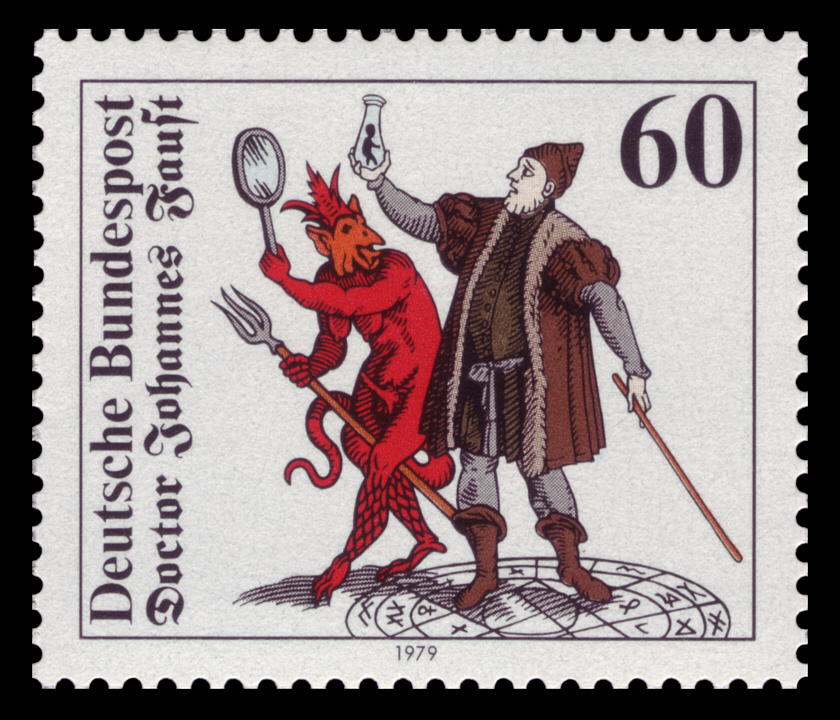
Briefmarke von 1979: Johannes Faust mit Homunculus, Mephistopheles

In den Sagen um die historische Person Johann Georg Faust ist Mephistopheles ein Teufel, der mit Faust einen Teufelspakt eingeht: Mephisto verpflichtet sich, Faust solange zu dienen, bis er einen ganz bestimmten Satz sagt, bzw. bis der ausgehandelte Zeitabschnitt abgelaufen ist (s. Volksbuch). Erst dann tauschen sie die Rollen und Faust ist dem Teufel verpflichtet. Dabei ist der Teufel eine relativ undefinierte Gestalt ohne eigene Persönlichkeit, er dient nur als Erklärung für Fausts Zauberkünste.

### Christopher Marlowe
In Christopher Marlowes Drama Die tragische Historie vom Doktor Faustus aus dem Jahre 1589 tritt Mephistopheles neben Beelzebub als Abgesandter Luzifers auf und schließt mit Faust einen Teufelspakt.

### Goethe
Als Antagonist in Johann Wolfgang Goethes Faust-Tragödie (Urfaust, Faust I, Faust II) versucht Mephisto, eine Wette mit Gott abzuschließen. Er sagt, es werde ihm gelingen, den Doktor Heinrich Faust vom rechten Wege abzubringen. Nach einer folgenden Abmachung mit Faust selbst wäre dies alsdann gelungen, wenn Faust einen Augenblick so schön findet, dass er ihn auf Dauer festhalten möchte.
Diese Darstellung des Mephisto hat nicht sehr viel mit der christlich-dogmatischen Vorstellung des Teufels zu tun. Goethes Mephisto verkörpert das Prinzip der Negation, ohne Seelenheil, Höllenfurcht etc. So lässt Goethe Mephisto von sich selbst sagen: „Ich bin der Geist der stets verneint! / Und das mit Recht; denn alles was entsteht / Ist werth daß es zu Grunde geht; / Drum besser wär’s daß nichts entstünde. / So ist denn alles was ihr Sünde, / Zerstörung, kurz das Böse nennt, / Mein eigentliches Element.“ (V. 1338–1344)
Bereits im Prolog gibt sich Mephistopheles selbst als Element der Welt zu erkennen und somit auch als eine „Schöpfung“ des Herrn. Als eine solche Schöpfung ist er eingebunden in den göttlichen Plan. Dieser besteht im ewigen Wandel, der sowohl die Schöpfung als auch die Zerstörung beinhaltet. Mephisto, als das Prinzip der Negation, ist deshalb für das Funktionieren der Welt zwingend notwendig und daher auch im Himmel geschätzt. Er bezeichnet sich selbst in Goethes Tragödie als „Ein Teil von jener Kraft, / Die stets das Böse will und stets das Gute schafft.“ (V. 1335–1336)
Sein eigentliches Ziel, die Zerstörung bzw. Verneinung der gesamten Schöpfung, kann er aber nie erreichen, da er im Grunde von Gott (als Sinnbild der Gesamtheit) gelenkt wird. Und obwohl Mephisto sich seiner Rolle voll und ganz bewusst ist, geht er seiner Arbeit immer mit ganzer Kraft nach. Er gilt als der beeindruckendste Charakter in Goethes Faust.
Es ist niemals zu erkennen, was ihn treibt; doch gibt er sich alle Mühe in einem Wettstreit, dessen Ergebnis schon längst feststeht.
Ein weiterer Interpretationsansatz ist es, die dramatische Figur des Mephistopheles als Veräußerung des Inneren Fausts zu sehen. Er stellt den zerstörerischen Teil Fausts (und damit auch des Menschen) dar.

### Klaus Mann
Der Roman Mephisto von Klaus Mann (erschienen 1936 im Exil) erzählt die Geschichte des Schauspielers Hendrik Höfgen (basierend auf Gustaf Gründgens), der sich während der Zeit des Nationalsozialismus mit den Machthabern arrangiert. Die Rolle des Mephisto in Goethes Faust gehört zu Höfgens (wie Gründgens’) Paraderollen. 1981 wurde der Roman von István Szabó mit Klaus Maria Brandauer in der Hauptrolle verfilmt (siehe Mephisto (Film)).

## Weitere Verwendungen
Zusätzlich zu den oben angeführten Beispielen kommt die Figur des Mephistopheles auch an anderer Stelle vor:
- In der Marvel-Comic-Verfilmung Ghost Rider wird sie vom amerikanischen Schauspieler Peter Fonda verkörpert
- Im japanischen Anime Ao No Exorcist taucht eine Figur namens Mephisto Pheles auf
- Im Anime Suite Precure heißt der Bösewicht Mephisto
- In Walter Moers’ Buch Die Stadt der Träumenden Bücher gibt es einen Phistomefel Smeik. Dessen Vorname ist ein offensichtliches Anagramm von Mephistofel, was typisch für Moers ist, da er auch für andere Figuren seiner Werke Namen gewählt hat, die Anagramme realer oder fiktiver Personen darstellen. In seinem zweiten Film Das kleine Arschloch und der alte Sack – Sterben ist Scheiße wird Mephisto vom dort dargestellten Teufel ebenfalls zitiert
- Im Computerspiel Diablo II ist Mephisto Herr des Hasses und eines der drei Übel
- Im Computer- und Konsolenspiel Die Sims 3 trägt der Sensenmann den Namen Mephisto Schauder
- Am 14. September 2018 erschien das Lied Mephisto des deutschen Rappers Bushido. Im Lied wird der Teufelspakt erwähnt und Bushidos ehemaliger Geschäftspartner Arafat Abou-Chaker mit Mephisto verglichen
- Die Band Rosenstolz hat ein Lied namens Mephisto geschrieben
- Falco veröffentlichte 1992 auf seinem Album Nachtflug einen Song mit dem Titel: Dance Mephisto
- der nordamerikanische Country-Folk-Sänger John Prine besingt Mephisto in seinem 1991er Lied The Sins of Mephisto